# Remo nos Jogos Pan-Americanos de 2019 - Oito com masculino
A competição do oito com masculino foi um dos eventos do remo nos Jogos Pan-Americanos de 2019. Foi disputada no Albufera Medio Mundo, em Huacho, nos dias 7 e 10 de agosto.

## Calendário
Horário local (UTC-5).
| Data         | Horário | Fase          |
| ------------ | ------- | ------------- |
| 7 de agosto  | 10:20   | Eliminatórias |
| 10 de agosto | 11:00   | Final         |

## Medalhistas
|  | ARG Argentina |  | CHI Chile |  | CUB Cuba |
|  | Joel Romero Agustín Scenna Ariel Suárez Francisco Esteras Ivan Carino Tomas Herrera Axel Haack Agustín Díaz Joel Infante |  | Selim Echeverría Nelson Martínez Bernardo Guerrero Oscar Vásquez Alfredo Abraham Francisco Lapostol Ignacio Abraham Christopher Kalleg Josefa Vila |  | Boris Guerra Yoelvis Hernández Eduardo González Jorge Patterson Carlos Ajete Reidy Cardona Adrian Oquendo Jesús Rodríguez Yadian Rodríguez |

## Resultados

### Eliminatórias
| Pos. | Remador | Nacionalidade      | Tempo   | Notas |
| ---- | --- | ------------------ | ------- | ----- |
| 1    | Xavier Vela Marcos Alves Evaldo Becker Willian Giaretton Alef Fontoura Fábio Moreira Gabriel Campos Pau Vela Maurício de Abreu                     | BRA Brasil         | 6:05.88 | F     |
| 2    | Daniel de la Rosa André Simsch Jordy Gutiérrez Miguel Carballo Hugo Carpio Diego Sánchez Juan Flores Alberto Arriaga Natalia Arrillaga             | MEX México         | 6:07.45 | F     |
| 3    | Selim Echeverría Nelson Martínez Bernardo Guerrero Oscar Vásquez Alfredo Abraham Francisco Lapostol Ignacio Abraham Christopher Kalleg Josefa Vila | CHI Chile          | 6:08.81 | F     |
| 4    | Joel Romero Agustín Scenna Ariel Suárez Francisco Esteras Ivan Carino Tomas Herrera Axel Haack Agustín Díaz Joel Infante                           | ARG Argentina      | 6:18.32 | F     |
| 5    | Veton Celaj Paul Verni James Garay Jonathan Zagroba Thaddeus Babiec Logan Smith Kyle Peabody Jason Read Coral Kasden                               | USA Estados Unidos | 6:21.73 | F     |
| 6    | Boris Guerra Yoelvis Hernández Eduardo González Jorge Patterson Carlos Ajete Reidy Cardona Adrian Oquendo Jesús Rodríguez Yadian Rodríguez         | CUB Cuba           | 7:07.73 | F     |

### Final
| Pos.              | Remador | Nacionalidade      | Tempo   | Notas |
| ----------------- | --- | ------------------ | ------- | ----- |
| Medalha de ouro   | Joel Romero Agustín Scenna Ariel Suárez Francisco Esteras Ivan Carino Tomas Herrera Axel Haack Agustín Díaz Joel Infante                           | ARG Argentina      | 5:41.66 |       |
| Medalha de prata  | Selim Echeverría Nelson Martínez Bernardo Guerrero Oscar Vásquez Alfredo Abraham Francisco Lapostol Ignacio Abraham Christopher Kalleg Josefa Vila | CHI Chile          | 5:42.16 |       |
| Medalha de bronze | Boris Guerra Yoelvis Hernández Eduardo González Jorge Patterson Carlos Ajete Reidy Cardona Adrian Oquendo Jesús Rodríguez Yadian Rodríguez         | CUB Cuba           | 5:43.97 |       |
| 4                 | Xavier Vela Marcos Alves Evaldo Becker Willian Giaretton Alef Fontoura Fábio Moreira Gabriel Campos Pau Vela Maurício de Abreu                     | BRA Brasil         | 5:48.21 |       |
| 5                 | Daniel de la Rosa André Simsch Jordy Gutiérrez Miguel Carballo Hugo Carpio Diego Sánchez Juan Flores Alberto Arriaga Kenia Lechuga                 | MEX México         | 5:51.43 |       |
| 6                 | Veton Celaj Paul Verni James Garay Jonathan Zagroba Thaddeus Babiec Logan Smith Kyle Peabody Jason Read Coral Kasden                               | USA Estados Unidos | 5:53.60 |       |